# Manifestació

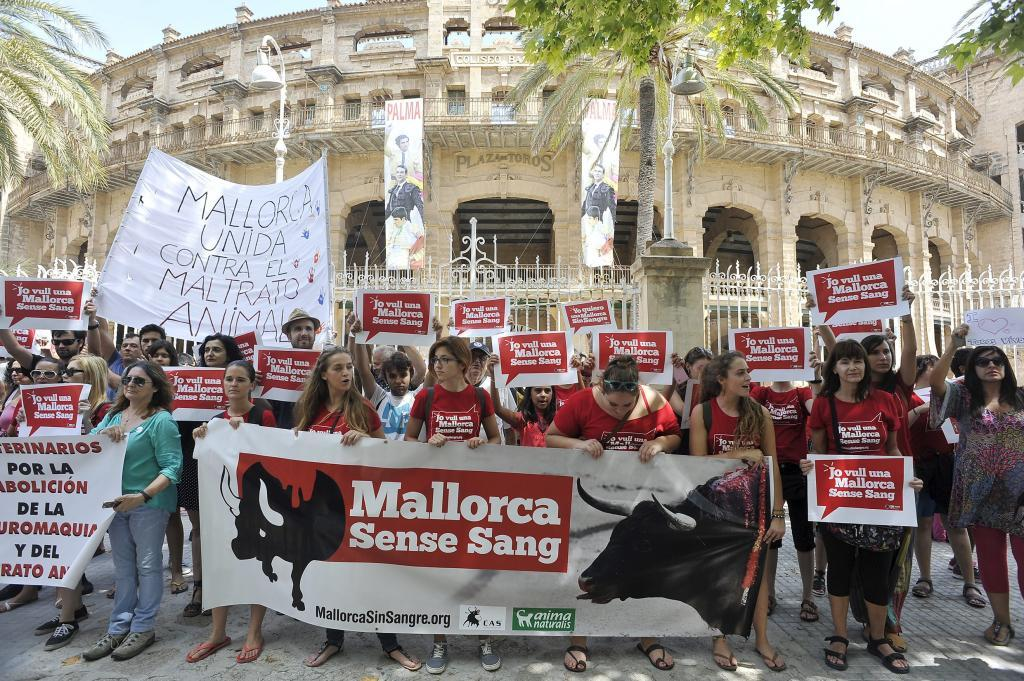
Manifestació a la plaça de toros de Palma contra la tauromàquia el 2018.

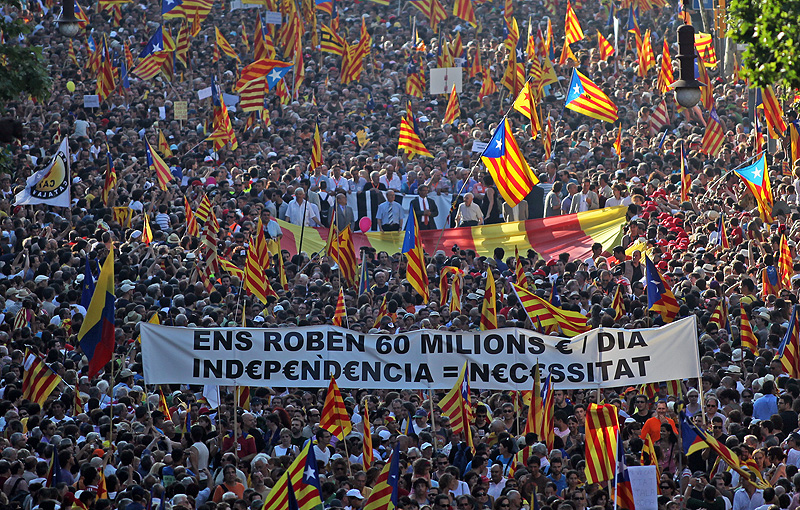
Manifestació "Som una nació. Nosaltres decidim"

Una manifestació és una forma d'activisme que consisteix en l'exhibició pública d'una opinió o reivindicació mitjançant la reunió de persones (els manifestants) al carrer.
El propòsit d'una manifestació és mostrar que una part significativa de la població està a favor o en contra d'una determinada política, persona, llei, etc, i a vegades provocar un canvi de política i fins i tot de règim.
L'opinió dels manifestants es pot expressar de diverses maneres, especialment amb el lema de la manifestació (si en té), la lectura d'un comunicat, l'exhibició de pancartes, la crida d'eslògans, els càntics, o la compartició i comentari a les xarxes socials.
Algunes manifestacions reben noms especials segons les seves característiques: 
- Marxa: els manifestants fan un recorregut més o menys llarg, que pot durar dies o setmanes. Un exemple fou la Marxa de la Llibertat.[7]
- Cadena humana: els manifestants es donen la mà formant una llarga cadena. Per exemple, la Via Catalana cap a la Independència.[8]
- Concentració: reunió d'un grup relativament petit, a vegades més aviat silenciosa. Un exemple en serien les concentracions que convocava Gesto por la Paz d'Euskal Herria després de produir-se una mort en el marc del conflicte basc.
- Seguda o assentada:[9] els manifestants romanen asseguts en un lloc fins que en són desallotjats, o fins que les seves peticions s'han acomplert. Les segudes van ser profusament utilitzades a mitjan segle xx en la lluita contra la segregació racial als Estats Units.

Les manifestacions acostumen a ser convocades per grups activistes, com ara partits polítics, sindicats, moviments socials, etc. A vegades se celebren en un lloc simbòlic (com ara el Fossar de les Moreres de Barcelona) o en una data simbòlica (per exemple l'1 de maig) associats amb el punt de vista que defensen.
Altres mecanismes de protesta com ara les vagues (especialment les vagues generals) van acompanyats a vegades de manifestacions.
L'èxit d'una manifestació sol ser considerat més gran com més gent hi participa, la qual cosa provoca que diferents fonts donin xifres diferents de participació.
A les manifestacions sempre hi ha la presència de les forces de seguretat. La seva finalitat pot ser diversa: garantir que no es produeixin incidents, evitar la col·lisió amb altres manifestacions, mantenir la manifestació dins d'un determinat lloc, o fins i tot impedir la realització de la manifestació.
En algunes manifestacions es produeixen disturbis, amb violència contra objectes (com els cotxes o contenidors), establiments, vianants, policia, o fins i tot contra els mateixos manifestants. Aquests disturbis poden ser provocats per agents diversos: manifestants, contramanifestants, o fins i tot infiltrats.

## Llista de manifestacions importants
| Motiu                                                   | Data                                        | Lloc                                       | Nombre aproximat de participants | Lema Principal                            | Referències          |
| ------------------------------------------------------- | ------------------------------------------- | ------------------------------------------ | -------------------------------- | ----------------------------------------- | -------------------- |
| Marxa pels Drets Civils dels Estats Units               | 28 d'agost de 1963                          | Washington                                 | 300.000                          | Treball, justícia i pau                   | [ 10 ]               |
| Diada de Catalunya 1977                                 | 11 de setembre de 1977                      | Barcelona                                  | 1.000.000                        | Llibertat, Amnistia, Estatut d'Autonomia  | [ 11 ]               |
| Retorn del president Tarradellas                        | 23 d'octubre de 1977                        | Barcelona                                  | 1.000.000                        | -                                         | -                    |
| Manifestacions mundials contra la guerra d'Iraq         | entre el 3 de gener i el 12 d'abril de 2003 | Múltiples Ciutats del Món                  | 36.000.000                       | No a la guerra                            | [ 12 ] [ 13 ]        |
| Manifestació pels atemptats del 11M                     | 12 de març de 2004                          | Diverses Ciutats Espanyoles                | 11.400.000                       | -                                         | [ 14 ]               |
| Protestes antigobernamentals a Birmània                 | 2007                                        | Birmània                                   | -                                | -                                         | -                    |
| Un Milió de veus contra les FARC                        | 4 de febrer de 2008                         | Múltiples Ciutats del Món                  | 10.000.000                       | Colòmbia sóc jo                           | [ 15 ]               |
| Manifestació "Som una nació. Nosaltres decidim"         | 10 de juliol del 2010                       | Barcelona                                  | 1.500.000                        | Som una nació. Nosaltres decidim          | [ 16 ]               |
| Manifestació pel canvi global                           | 15 d'octubre de 2011                        | Centenars de ciutats de tot el món         | -                                | "United for Global Change"                | -                    |
| Manifestació del 12M12                                  | 12 de maig de 2012                          | Madrid                                     | -                                | "el poble som la solució"                 | -                    |
| Diada de Catalunya 2012                                 | 11 de setembre de 2012                      | Barcelona                                  | 1.500.000                        | Catalunya nou estat d'Europa              | [ 17 ] [ 18 ]        |
| Via Catalana                                            | 11 de setembre de 2013                      | Catalunya                                  | 1.600.000                        | Cap a la independència                    | [ 19 ] [ 20 ]        |
| Via Catalana 2014                                       | 11 de setembre de 2014                      | Barcelona                                  | 1.800.000                        | Via Catalana 2014                         | [ 21 ]               |
| Via Lliure                                              | 11 de setembre de 2015                      | Barcelona                                  | 530.000 - 2.000.000              | Via Lliure a la República Catalana        | [ 22 ] [ 23 ] [ 24 ] |
| Endavant República                                      | 11 de setembre de 2016                      | Barcelona, Berga, Lleida, Salt i Tarragona | 370.000 -1.000.000               | A punt                                    | [ 25 ]               |
| La Diada del Sí                                         | 11 de setembre de 2017                      | Barcelona                                  | 350.000-1.000.000                | (Diada del Sí al referèndum)              | [ 26 ]               |
| Tots som Catalunya/Todos somos Cataluña                 | 20 d'octubre de 2017                        | Barcelona                                  | 300.000                          | No a la independència catalana            | [ 27 ]               |
| Manifestació «Llibertat presos polítics. Som República» | 11 de novembre de 2017                      | Barcelona                                  | 750.000-1.000.000                | Llibertat presos polítics. Som República. | [ 28 ] [ 29 ]        |
| Fem la República Catalana                               | 11 de setembre de 2018                      | Barcelona                                  | 1.000.000                        | Fem la República Catalana                 | [ 30 ]               |
| Objectiu: Independència                                 | 11 de setembre de 2019                      | Barcelona                                  | 600.000                          | Pels drets i les llibertats, absolució    | [ 31 ]               |
| Marxes per la Llibertat                                 | 16 al 18 d'octubre de 2019                  | Catalunya                                  | 525.000 al final                 | -                                         | [ 32 ]               |
| Manifestació per la llibertat dels presos polítics      | 26 d'octubre de 2019                        | Barcelona                                  | 350.000                          | Llibertat                                 | [ 33 ]               |

- A més a més, l'1 de maig, Dia del Treballador, hi ha manifestacions sindicals a tot el món.

## Evolució
Segons el Departament d'Interior, aquesta és l'evolució del nombre de manifestacions i concentracions comunicades al Govern de la Generalitat en els últims anys:
- 2007 : 188 comunicacions
- 2008 : 208 comunicacions
- 2009 : 290 comunicacions
- 2010 : 420 comunicacions
- 2011 : 414 comunicacions[34]

## Control i lluita contra manifestacions

### Equipament personal

#### Equipament de defensa pasiva
Casc, visera, botes reforçades, escut, armadures de cos, escut,...

#### Equipament de defensa activa
Porra, escopeta de pilotes de goma/foam, gasos lacrimàgens, fum, canons d'aigua, sons d'alta potència i freqüencies especials,...